# Купусијада Футог
Купусијада у Футогу је гастрономска манифестација која се одржава преко 20 година.

## О манифестацији
Манифестација подразумева мини Купусијаду, културни програм, забавни програм, литерарни и ликовни програм за децу предшколског и школског узраста као и стручне скупове и радионице.
У склопу програма постоји и такмичарски програм где се спремају јела од купуса, бирају најтеже главице купуса,као и гласање најлепше уређеног штанда.
Посетиоцима је доступан и етно сајам као и изложбе народних радиности.
Фестивал има за циљ промовисање специјалитета од футошког купуса, и промовисање бренда.
Постоји и трибина дисксије и презентовања учесника такмичарског програма. 